# Ернакулам
Ернакулам (малаял. എറണാകുളം, англ. Ernakulam) — материкова, східна, прибережна частина агломерації Кочі, фінансова столиця індійського штату Керала.

## Назва
Топонім Ернакулам походить від назви дуже шанованого мандиру Ернакулатаппан, який присвячений Шиві, у якому у зимовий період проходять величні святкові заходи. Також Ернакулам дав назву однойменному дистрикту.

## Географія
Ернакулам розташований у східній частині міста Кочі на материку, та відокремлений від історичного центру міста, Форта Кочі, озером Вембанад. Ернакулам входить до муніципалітету Кочі.

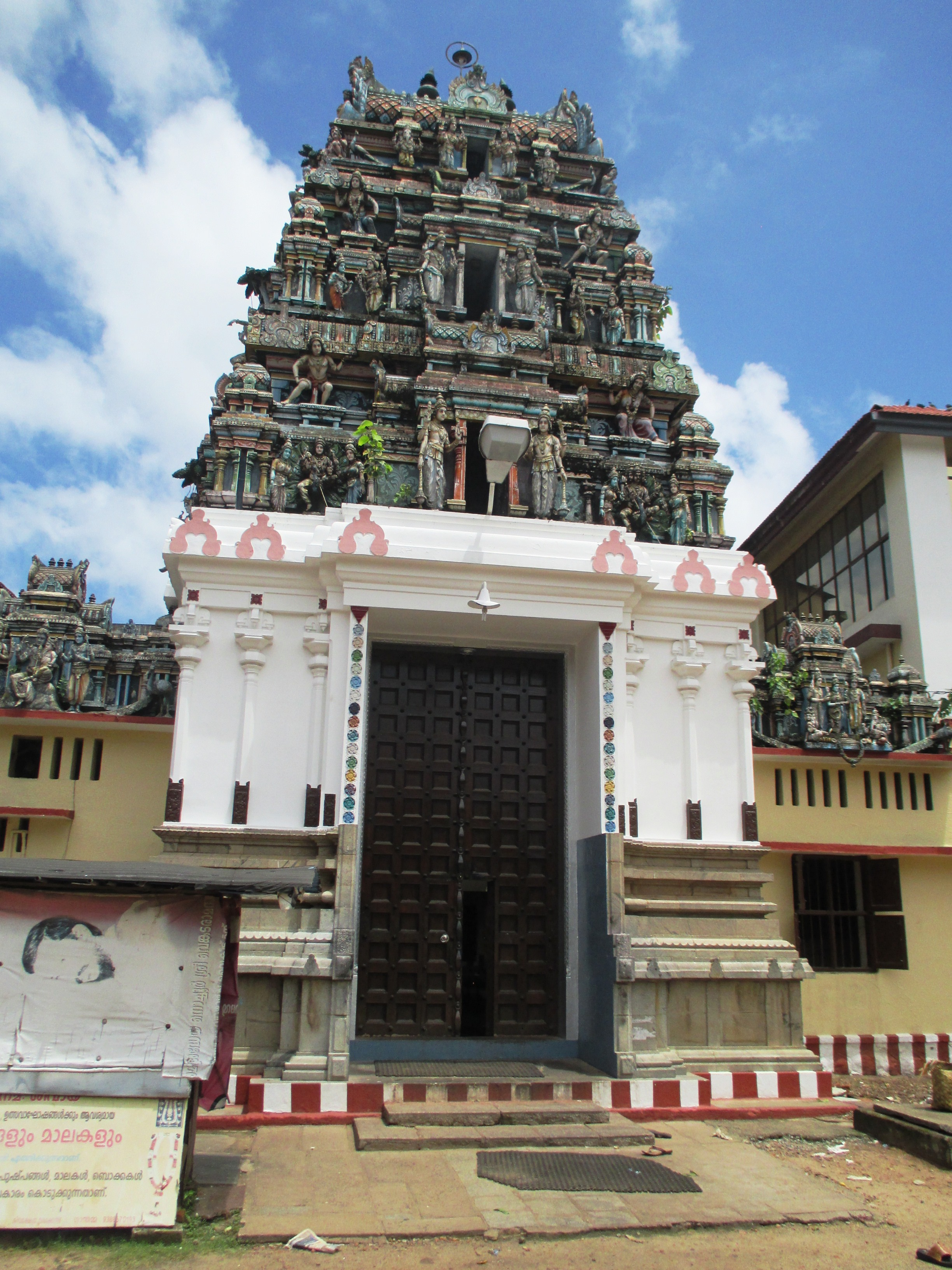
Мандир Ернакулатаппан

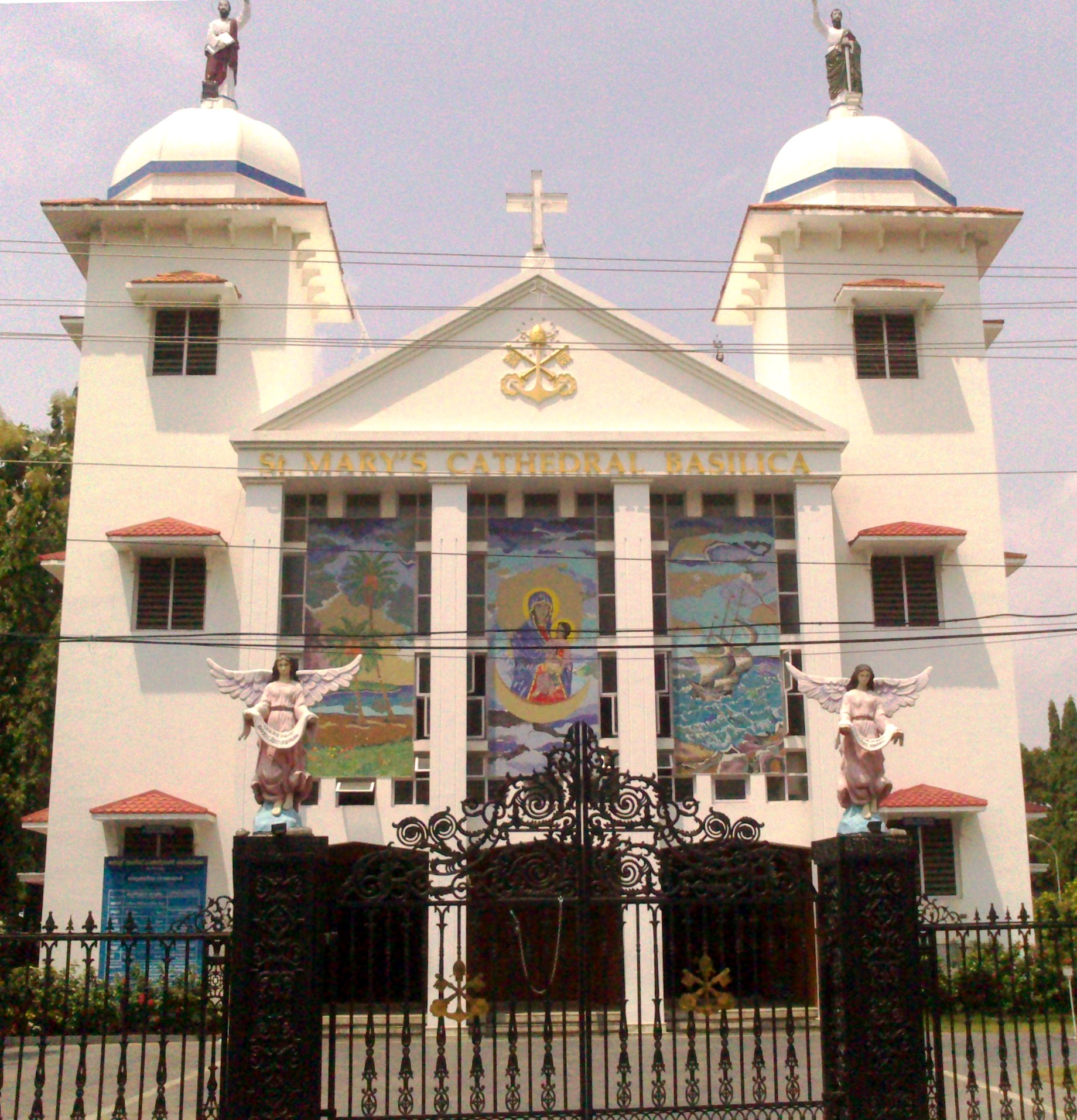
Церква Пресвятої Діви Марії — кафедральний собор архиєпархії Ернакулам - Анґамалі.

## Клімат
| Клімат Ернакулам (1971–2010) | Клімат Ернакулам (1971–2010) | Клімат Ернакулам (1971–2010) | Клімат Ернакулам (1971–2010) | Клімат Ернакулам (1971–2010) | Клімат Ернакулам (1971–2010) | Клімат Ернакулам (1971–2010) | Клімат Ернакулам (1971–2010) | Клімат Ернакулам (1971–2010) | Клімат Ернакулам (1971–2010) | Клімат Ернакулам (1971–2010) | Клімат Ернакулам (1971–2010) | Клімат Ернакулам (1971–2010) | Клімат Ернакулам (1971–2010) |
| Показник                     | Січ.                         | Лют.                         | Бер.                         | Квіт.                        | Трав.                        | Черв.                        | Лип.                         | Серп.                        | Вер.                         | Жовт.                        | Лист.                        | Груд.                        | Рік                          |
| Абсолютний максимум, °C      | 36,4                         | 35,7                         | 36,0                         | 36,5                         | 35,2                         | 34,2                         | 33,1                         | 32,5                         | 34,2                         | 34,6                         | 35,6                         | 34,8                         | 36,5                         |
| Середній максимум, °C        | 31,7                         | 31,9                         | 32,5                         | 32,9                         | 32,3                         | 30,1                         | 29,3                         | 29,3                         | 30,0                         | 30,6                         | 31,2                         | 31,8                         | 31,1                         |
| Середній мінімум, °C         | 22,6                         | 24,0                         | 25,3                         | 25,9                         | 25,7                         | 24,1                         | 23,7                         | 23,9                         | 24,2                         | 24,1                         | 24,0                         | 23,1                         | 24,2                         |
| Абсолютний мінімум, °C       | 16,5                         | 16,3                         | 21,6                         | 21,3                         | 21,1                         | 20,4                         | 17,6                         | 20,6                         | 21,1                         | 19,2                         | 19,2                         | 17,7                         | 16,3                         |
| Норма опадів, мм             | 23.3                         | 25.9                         | 30.8                         | 94.8                         | 282.8                        | 705.8                        | 593.6                        | 403.1                        | 279.6                        | 320.3                        | 174.9                        | 43.2                         | 2978.0                       |
| Днів з дощем                 | 1,0                          | 1,2                          | 2,3                          | 6,2                          | 10,7                         | 23,2                         | 22,3                         | 20,0                         | 13,8                         | 14,3                         | 7,8                          | 1,9                          | 124,7                        |
| ---------------------------- | ---------------------------- | ---------------------------- | ---------------------------- | ---------------------------- | ---------------------------- | ---------------------------- | ---------------------------- | ---------------------------- | ---------------------------- | ---------------------------- | ---------------------------- | ---------------------------- | ---------------------------- |

## Історія
Поселення має багату історію. У колоніальний період Ернакулам був столицею колишнього штату Кочі. На території Ернакулам розташовано безліч історичних споруд.
У Ернакулам знаходиться осідок Верховного архієпископа Сиро-Малабарської католицької церкви Джорджа Аленчеррі, та центр архиєпархії Ернакулам — Анґамалі  Архиєпархія.

## Населення
У першому переписі 1911 року населення Ернакулама становило 21 901 осіб, з яких: 11 197 індусів, 9 357 християн, 935 мусульман та 412 євреїв.
За даними перепису 2001 року населення Ернакулам становило 558 000 осіб. Рівень грамотності дорослого населення становив 94% (загальноіндійський показник — 59,5%).

## Транспорт
Через Ернакулам проходить залізнична гілка, що з'єднує південь Індії з Мумбаї та Делі. Найближчий аеропорт знаходиться в 30 кілометрах від Ернакулама.